# حاجز المذبح

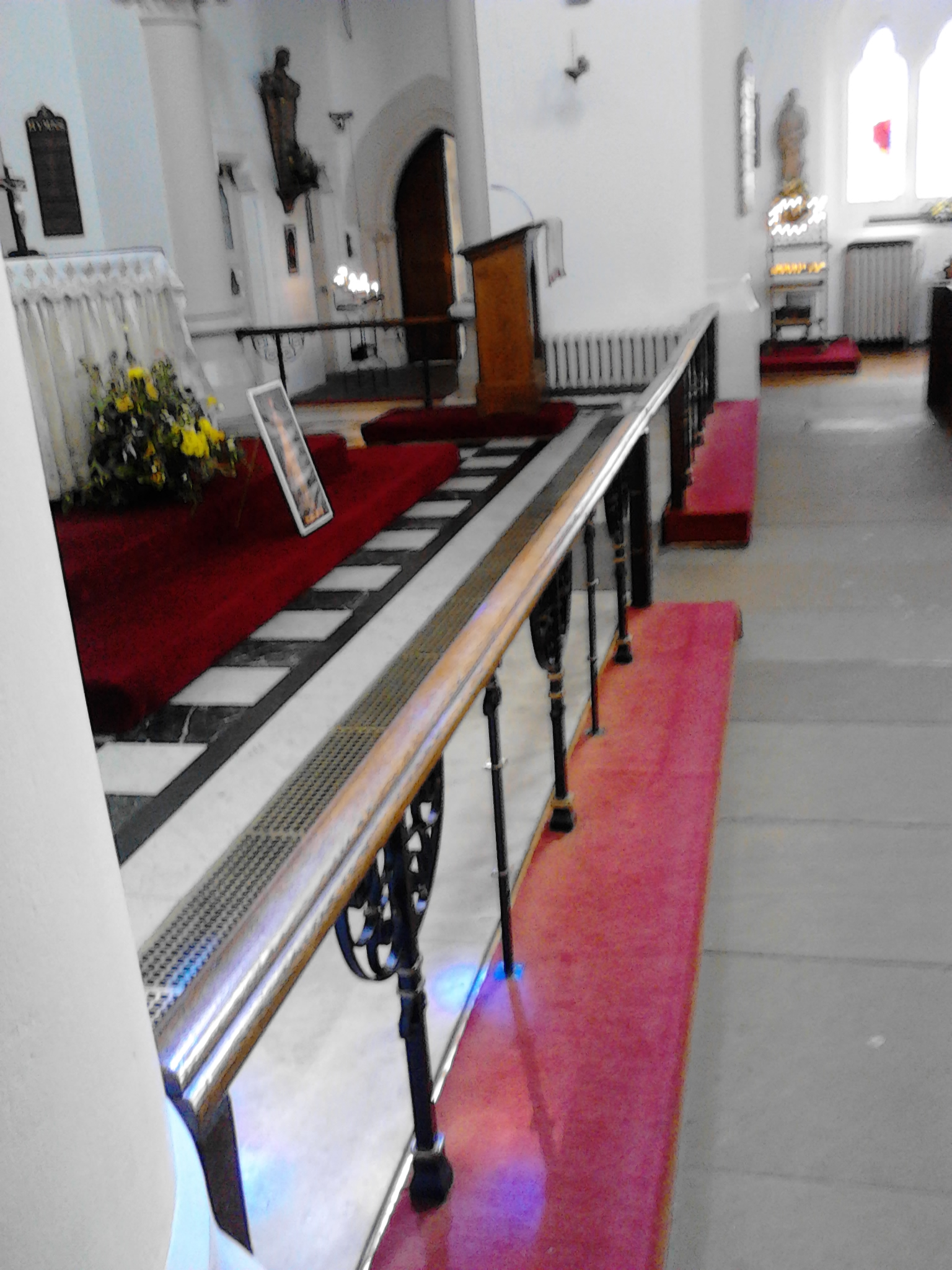
حاجز مذبح من قضبان خشبية وحديدية من القرن التاسع عشر في كنيسة

حاجز المذبح أو سياج التناول حاجز منخفض، مزخرف أحيانًا وعادة ما يكون مصنوعًا من الحجر أو الخشب أو المعدن في مزيج ما، لتحديد حرم المذبح في الكنيسة وفصله عن الصحن وسائر الأجزاء الأُخرى. قد تقسمه فجوة إلى قسمين. تعد القضبان سمة شائعة جدًا، ولكنها ليست عالمية، في الكنائس الرومانية الكثلية والأنجليكية واللوثرية والميثودية. يبلغ ارتفاعها عادةً نحو قدمين و6 بوصات، ذات درجة مبطنة في الأسفل، ومصممة بحيث يمكن للجزء الأعلى الأوسع من الحاجز مسند الساعدين أو المرفقين لشخص راكع.